# Noortje de Brouwer
Noortje de Brouwer (9 marzo 1999) è una nuotatrice artistica olandese, sorella gemella della nuotatrice artistica Bregje de Brouwer.

## Palmarès
- Mondiali

Doha 2024: argento nel duo libero
- Europei

Belgrado 2024: oro nel duo libero e nel duo tecnico